# Ophiorrhiza gracilis
Ophiorrhiza gracilis är en måreväxtart som beskrevs av Wilhelm Sulpiz Kurz. Ophiorrhiza gracilis ingår i släktet Ophiorrhiza och familjen måreväxter. Inga underarter finns listade i Catalogue of Life.